# Vo Van Thuong
Vo Van Thuong (vietnamsky Võ Văn Thưởng; * 13. prosince 1970 Hai Duong) je vietnamský politik, od března 2023 do března 2024 prezident Vietnamu. Ve svých 52 letech se stal nejmladší osobou v tomto úřadu od sjednocení Vietnamu. Mimo jiné je považován za člověka blízkého generálnímu tajemníkovi ústředního výboru Komunistické strany Vietnamu Nguyenovi Phu Trongovi.
Od roku 1993 je členem Komunistické strany Vietnamu. V letech 2016–2024 byl členem politbyra ústředního výboru Komunistické strany Vietnamu a od 5. února 2021 do 6. března 2023 zastával funkci výkonného tajemníka sekretariátu ústředního výboru strany. Je rovněž poslancem Národního shromáždění. V letech 2016–2021 byl vedoucím propagandistického oddělení ústředního výboru strany. Je nejmladším stálým členem sekretariátu ústředního výboru strany v historii strany.
Je držitelem magisterského titulu v oboru filozofie a postgraduálního titulu z politické filozofie. V letech 2011–2024 byl členem ústředního výboru Komunistické strany Vietnamu.